# Gerhard Pfaff

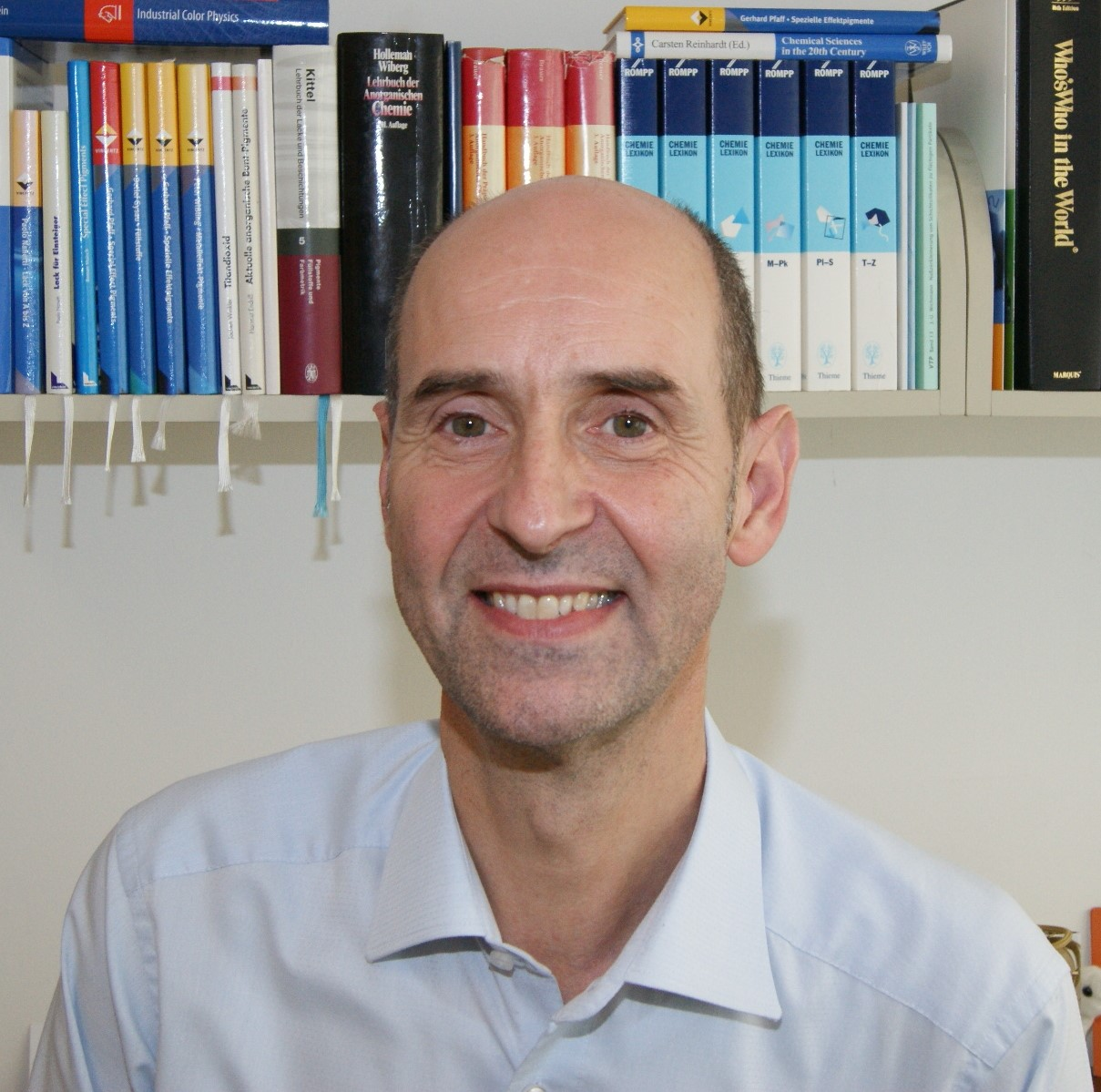
Gerhard Pfaff (2013)

Gerhard Pfaff (* 19. Oktober 1953 in Meiningen) ist ein deutscher Chemiker und Professor für Anorganische Festkörperchemie. Er widmete sich insbesondere der Industrie-Forschung und der Ausbildung auf dem Fachgebiet Anorganische Pigmente mit Schwerpunkt Effektpigmente.

## Ausbildung
Gerhard Pfaff wurde als Sohn des Lehrers Manfred Pfaff und dessen Ehefrau, der Sachbearbeiterin Ilse Pfaff, geb. Arnold, in Meiningen, Bezirk Suhl geboren. Hier besuchte er ab 1960 bis zur 8. Klasse die Martin-Luther-Oberschule (Polytechnische Oberschule, POS) und danach die Henfling-Oberschule in Meiningen, wo er 1972 das Abitur ablegte.
Sein anschließendes Studium der Chemie führte ihn an die Friedrich-Schiller-Universität Jena. Er erlangte hier 1978 seinen Abschluss als Diplom-Chemiker mit einer Diplomarbeit über spezielle Schwefel- und Selen-Verbindungen des Germaniums im Bereich Anorganische Festkörperchemie der Sektion Chemie (Betreuer: Professor Adalbert Feltz).
Die Promotion zum Dr. rer. nat. erfolgte 1983 an der Mathematisch-Naturwissenschaftlichen Fakultät der Friedrich-Schiller-Universität Jena mit einer Dissertation zum Thema „Zur Chemie der Chalkogenokomplexe des Germaniums und Siliciums mit Element-Element-Bindungen“ im Bereich Anorganische Festkörperchemie (Betreuer: Professor Adalbert Feltz). Aus dieser wissenschaftlichen Arbeit sind insgesamt 8 Publikationen hervorgegangen.

## Berufliche Tätigkeit
Erste Berufserfahrungen als Chemiker sammelte er von 1978 bis 1987 während seiner Tätigkeit als Wissenschaftlicher Assistent und anschließend von 1987 bis 1991 als Oberassistent im Bereich Anorganische Festkörperchemie der Sektion Chemie in Jena. Hier oblagen ihm vielfältigen Lehrverpflichtungen (Praktikumsassistent, Seminarassistent, Praktikumsleiter), mehrere Vorlesungen (Anorganische Grundvorlesung, Pulverpräparation für keramische Werkstoffe und Pigmente) sowie die Mitbetreuung von Diplomarbeiten.
Seit 1983 leistete er Forschungsarbeiten zur Präparation und Charakterisierung sowie zum Sinterverhalten von oxidischen Pulvern, vor allem von Eisenoxiden, Zinndioxid, Erdalkalititanaten, Erdalkalistannaten und Erdalkalizirkonaten. Er war leitender Themenbearbeiter bei vier Industrieforschungsprojekten auf den Gebieten Hochleistungskeramik und Pigmente (Zusammenarbeit mit den Betrieben Keramische Werke Hermsdorf und Leuchtstoffwerk Bad Liebenstein). In den Jahren 1986 und 1987 folgte ein halbjähriger Arbeitsaufenthalt am Institut für Festkörperchemie der Universität Bordeaux mit Arbeiten zur Präparation, Charakterisierung und zum Sinterverhalten von Zinndioxid.
Ab 1991 arbeitete er als Laborleiter bei der Merck KGaA in Darmstadt, ab 1993 war er Gruppenleiter und ab 1994 Abteilungsleiter für Produktentwicklung (Effektpigmente und funktionelle Materialien). Von 2006 bis 2014 war er als Leiter der Pigment- und Kosmetikforschung der Merck KGaA tätig mit der Verantwortung für die Forschungsstandorte Darmstadt, Onahama (Japan) und Savannah (USA). Unter seiner Leitung wurde die Klasse der speziellen Effektpigmente (transparente Effektpigmente, Perlglanzpigmente) um eine Vielzahl von Pigmenten mit Schicht-Substrat-Struktur erweitert (Pigmente auf Basis der Substrate natürlicher Glimmer, synthetischer Glimmer, Siliciumdioxid, Aluminiumoxid, Borosilicatglas). Hinzu kamen innovative Produktentwicklungen auf Aluminiumplättchen sowie Pigmente mit speziellen funktionellen Eigenschaften: Pigmente mit hoher elektrischer Leitfähigkeit, infrarotreflektierende Pigmente sowie Pigmente für die Lasermarkierung von Kunststoffen. 
Seit 1992 pflegte er enge Kontakte zur TH/TU Darmstadt, insbesondere durch Mitbetreuung von Diplom- und Doktorarbeiten. Seit 1994 übernahm er durchgängig in jedem Semester spezielle Vorlesungen „Perowskite: Darstellung, Strukturen, Anwendungen“ bzw. „Anorganische Pigmente“ im Fachbereich Chemie der TH/TU Darmstadt. 1997 erfolgte seine Habilitation (Gutachter: Professor Rüdiger Kniep) mit der Schrift „Synthese und Charakterisierung von Erdalkalititanaten, -stannaten und -zirkonaten sowie von Eisenoxid-Pulvern“ am Fachbereich Chemie der TH Darmstadt und die Verleihung des Titels Privatdozent. Aus dieser wissenschaftlichen Arbeit sind insgesamt 32 Publikationen und 7 Patente hervorgegangen.
2008 wurde Pfaff zum außerplanmäßigen Professor am Fachbereich Chemie der TU Darmstadt ernannt. Seit seiner Habilitation hat Pfaff über 90 weitere Fachpublikationen und 70 Patente auf dem Gebiet der Pigmente und funktionellen Materialien hervorgebracht sowie insgesamt mehr als 150 wissenschaftliche Vorträge gehalten, verschiedene Buchveröffentlichungen vorgelegt und die Mitbetreuung von Diplom- und Doktorarbeiten besorgt. Seit 2009 hat er die Vorlesungen „Anorganische Materialien und Werkstoffe – Effektpigmente“ sowie „Anorganische Materialien und Werkstoffe – Funktionelle Pigmente“ an der Goethe-Universität in Frankfurt (Main) übernommen.

## Arbeits- und Forschungsschwerpunkte
- Anorganische Festkörperchemie
- Synthese und Charakterisierung von Eisenoxiden, Titandioxid, Erdalkalititanaten, -stannaten und -zirkonaten
- anorganische Pigmente mit Schwerpunkt Effektpigmente (Perlglanzpigmente, Interferenzpigmente, goniochromatische Pigmente, Metalleffektpigmente), funktionelle Pigmente (elektrisch leitfähige Pigmente, lasermarkierbare Pigmente, Pigmente mit speziellen Eigenschaften im infraroten Spektralbereich)
- Anwendung von Pigmenten in Lacken, Kunststoffen, Druckfarben und kosmetischen Formulierungen
- Geschichte der Pigmente.

## Mitgliedschaften und Ehrungen
- Mitglied der Gesellschaft Deutscher Chemiker (GDCh), aktiv in den Fachgruppen „Festkörperchemie und Materialforschung“ sowie „Geschichte der Chemie“
- 1998 bis 2006 Mitglied im Vorstand der GDCh-Fachgruppe „Festkörperchemie und Materialforschung“ über zwei Wahlperioden
- 1994 bis 2012 Kursleiter des im zweijährigen Rhythmus stattfindenden GDChSeminars „Pigmente – Aktueller Stand und neue Entwicklungen“
- 2010 bis 2011 Vorsitzender des GDCh-Ortsverbandes Darmstadt
- Seit 2000 Gutachter der Deutschen Forschungsgemeinschaft (DFG)
- 2008 bis 2014 Mitglied im DIN-Normenausschuss „Pigmente und Füllstoffe“
- Seit 2017 Mitglied des Förderkreises des Rathgen-Forschungslabors e. V. Berlin
- Mitorganisator und Mitglied im Leitungsgremium für internationale Fachtagungen auf dem Gebiet Farbe und Pigmente
- Langjährige Tätigkeit als Referee für verschiedene Fachzeitschriften, u. a. Journal of Materials Chemistry, Chemistry of Materials, Chemical Communications, Chemical Society Reviews, Solid State Sciences
- Seit 2018 gewähltes Mitglied der Leibniz-Sozietät der Wissenschaften zu Berlin, hier seit 2019 Sekretar der Klasse für Naturwissenschaften und Technikwissenschaften in der Nachfolge von Lutz-Günther Fleischer sowie Mitglied des Präsidiums.

## Ausgewählte Publikationen
- Perlglanzpigmente. Vincentz Network, Hannover 1996, ISBN 3-87870-429-1.
- Special Effect Pigments. In: High Performance Pigments. Wiley-VCH, Weinheim an der Bergstraße 2002, ISBN 978-3-527-30204-8.
- Anorganische Pigmente. In: Winnacker, Küchler: Chemische Technik, Bd. 7. Wiley-VCH, Weinheim an der Bergstraße 2004, ISBN 3-527-30772-9.
- Industrial Inorganic Pigments. Gunter Buxbaum, Gerhard Pfaff (Hrsg.). 3. Auflage. Wiley-VCH, Weinheim an der Bergstraße 2006, ISBN 978-3-527-60403-6.
- Spezielle Effektpigmente – Grundlagen und Anwendungen. 2. Auflage. Vincentz Network, Hannover 2007, ISBN 978-3-86630-895-4.
- Special Effect Pigments – technical basics and applications. Vincentz Network, Hannover 2008, ISBN 978-3-86630-905-0.
- Characterisation of Pearlescent Pigments and Special Effect Pigments. In: Colour Technology of Coatings. Vincentz Network, Hannover 2016, ISBN 978-3-86630-699-8.
- Inorganic Pigments. Walter de Gruyter, Berlin; Boston 2017, ISBN 978-3-11-048450-2.
- Gerhard Pfaff, Peter Oehme, Jens Peter von Kries: Rudolf Virchow – gestern und heute. Deutsche Apotheker Zeitung (DAZ), 161. Jahrgang, Nr. 41, 14. Oktober 2021.
- Gerhard Pfaff, Peter Oehme: Vortrag von Prof. Dr. Wolf-Dieter Ludwig: „Medikamentöse Therapie von COVID-19 und Impfstoffe gegen SARS-CoV-2: Erwartungen, aktuelle Ergebnisse und Unsicherheiten“. Bericht zum Medizinischen Abend der Leibniz-Sozietät am 29. Oktober im Schloss Berlin-Biesdorf, 1. November 2021.
- Encyclopedia of Color, Dyes, Pigments; Volume 1: Anthraquinonoid Pigments - Color Fundamentals. Walter de Gruyter, Berlin; Boston 2022, 422 Seiten, ISBN 978-3-11-058588-9.
- Encyclopedia of Color, Dyes, Pigments; Volume 2: Color Measurement - Metal Effect Pigments. Walter de Gruyter, Berlin; Boston 2022, 457 Seiten, ISBN 978-3-11-058684-8.
- Encyclopedia of Color, Dyes, Pigments; Volume 3: Mixed Metal Pigments - Zinc Sulfide Pigments. Walter de Gruyter, Berlin; Boston 2022, 383 Seiten, ISBN 978-3-11-058686-2.